# Клаудіо Аррау
Кла́удіо Арра́у  (ісп. Claudio Arrau León; 7 лютого 1903 — 9 червня 1991) — чилійський піаніст; від 1941 у США; всесвітньо визнаний виконавець творів Й. С. Баха, Л. ван Бетовена, Ф. Шопена.
Народився в 1903 році в родині очного лікаря Карлоса Аррау, нащадок засланого іспанським королем у Чилі Лорензо Де Аррау. З 7-річного віку навчався у консерваторії Штерна в Берліні у Мартина Краузе. У віці 16-17 років Клаудіо Аррау двічі поспіль виграв Премію Ліста, а 20 жовтня 1923 року дебютував у Карнегі-Холлі, а у 1927 виграв міжнародний конкурс у Женеві. З 1941 року жив у Нью-Йорку.
Протягом життя К. Аррау багато гастролював у Європі, США, Латинській Америці, став почесним доктором багатьох університетів, лауреатом престижних нагород.